# Zelenopláštník březový
Zelenopláštník březový (Geometra papilionaria) je noční motýl, poměrně velký zástupce čeledi píďalkovitých, nápadný svou zelenou barvou – na území České republiky je to největší motýl se zelenými křídly.

## Rozšíření
Vyskytuje se ve vlhkých listnatých lesích eurosibiřské oblasti od nížin až po horní hranici lesa. Vyhledává zejména řídké březové porosty, ve vyšších nadmořských výškách jsou to často okraje rašelinišť a vřesovišť.
Na stanovištích se vyskytuje spíše jednotlivě, hojný není.

## Popis

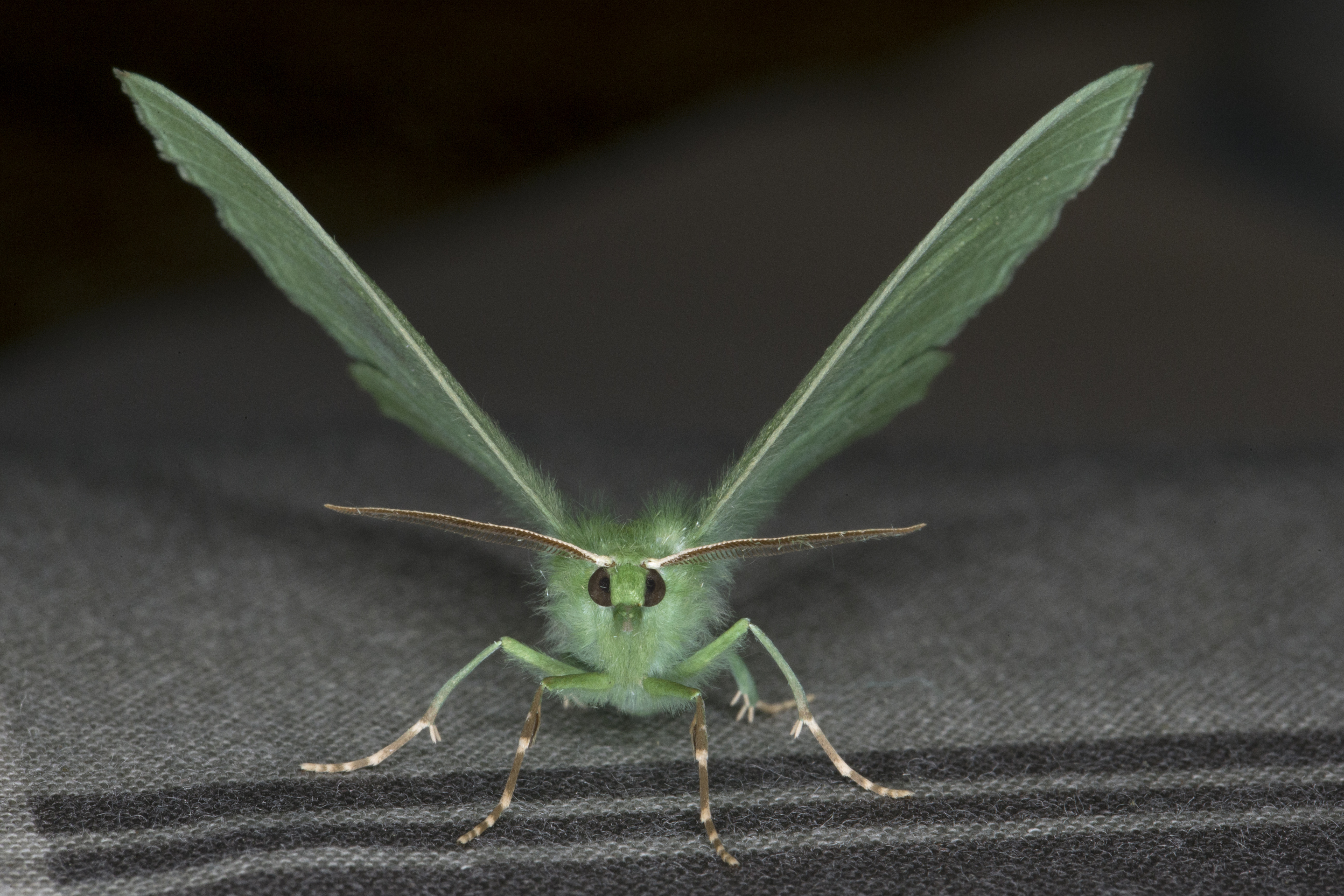
Imago – čelní pohled

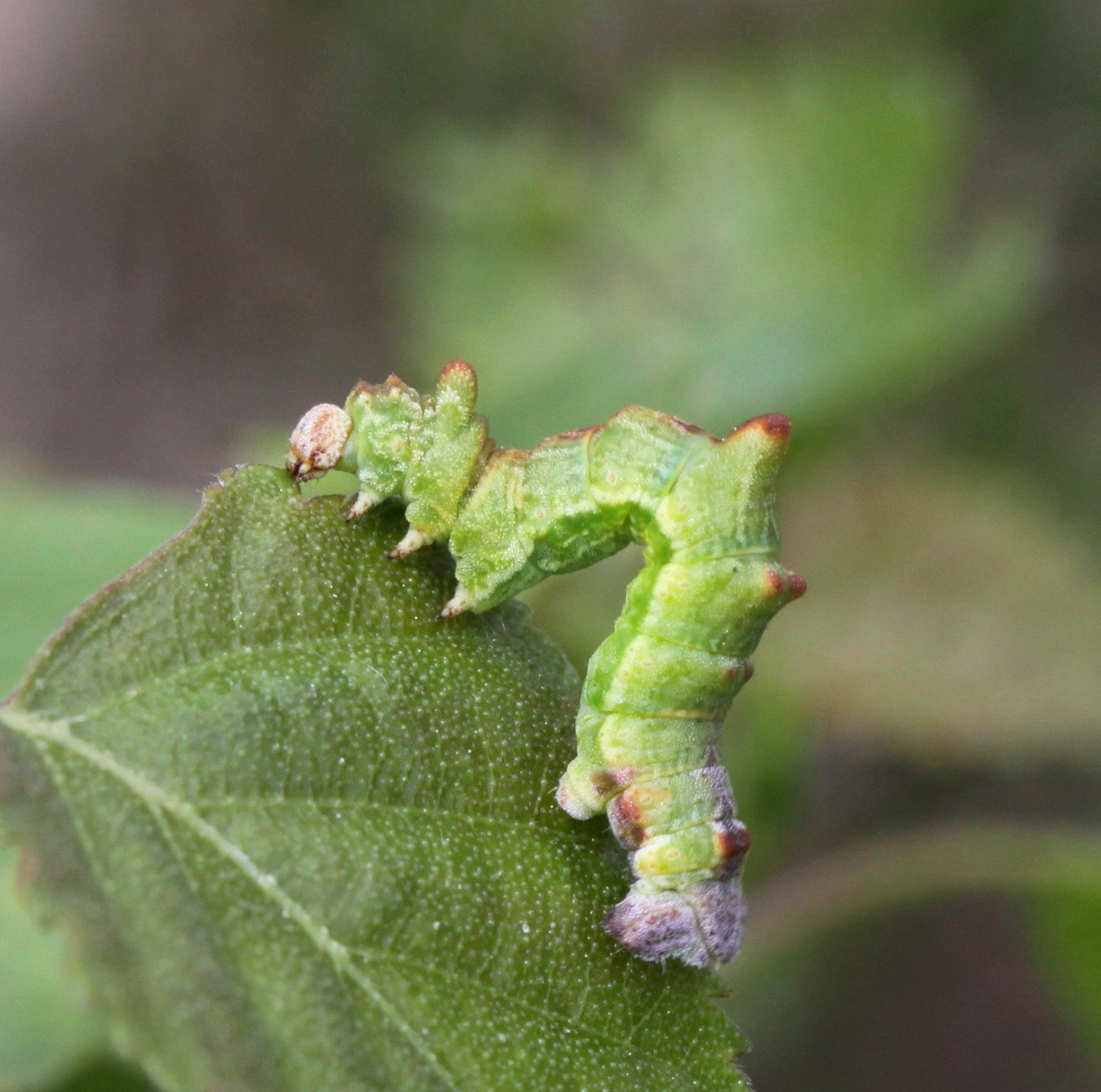
Housenka

Zelenopláštník březový je naší největší zeleně zbarvenou píďalkou. Rozpětí křídel dospělce může dosahovat 40–60 mm. Imago má čerstvě po vylíhnutí tmavě zelenou barvu, která však postupně bledne, jak motýl stárne. Na křídlech jsou bílé vlnkovité pásky složené z navazujících, půlměsíčkovitých skvrn – na předních křídlech 3, na zadních 2 pásky. Pásky nemusejí být úplné.
Housenky jsou nejprve černé, v pozdějších fázích vývoje zelené se žlutou páskou na bocích, válcovitého tvaru. Na hřbetě mají pět hrbolků s červenavými špičkami.
Kukla je žlutozelená s rudohnědým hřbetem.

## Bionomie
Během roku tvoří zelenopláštník březový jednu generaci. Motýli se vyskytují od června do srpna. Přes den odpočívají na spodní straně listů, vylétají až s večerem. Let je pomalý a třepotavý.
Housenky se líhnou z nakladených vajíček přibližně po 14 dnech. Na živých rostlinách (bříza, olše, lípa, vrba, buk aj.) se objevují v srpnu až září a po přezimování dokončují vývoj na jaře. Kuklí se v květnu, nejpozději počátkem června mezi březovými listy spředenými k sobě. Stádium kukly je velmi krátké, trvá přibližně 2 týdny.